# Naoto Otake
Naoto Otake, född 18 oktober 1968 i Shizuoka prefektur, Japan, är en japansk tidigare fotbollsspelare.